# Robert K. Jansen
Robert K. Jansen (n. 1954) es un botánico estadounidense.
Hizo su B.S. en Biología en la Universidad de Wisconsin, en 1976, cum laude. Se gradúa de Ph.D. en Botánica en la Universidad de Ohio, en 1982; y efectúa un entrenamiento postdoctoral en la Universidad de Míchigan, entre 1984-1987
Su énfasis es en estudios moleculares de sistemática y evolución, de las Asteraceae y las Campanulaceae, evolución genómica de cloroplastos, y origen y evolución de floras oceánicas isleñas.

## Algunas publicaciones
- Bremer, K., R.K. Jansen. 1992. a New Subfamily of the Asteraceae. Annals of the Missouri Botanical Garden, Vol. 79, Nº 2, pp. 414-415 doi:10.2307/2399777
- Jansen, R.K., L.A. Raubeson, J.L. Boore, C.W. de Pamphilis, T.W. Chumley, R.C. Haberle, S.K. Wyman, A.J. Alverson, R.Peery, S.J. Herman, H.M. Fourcade, J.V. Kuehl, J.R. McNeal, J. Leebens-Mack, L. Cui. 2005. Methods for obtaining and analyzing chloroplast genome sequences. Methods in Enzymology 395: 348-384. (Archivo pdf)

- La abreviatura «R.K.Jansen» se emplea para indicar a Robert K. Jansen como autoridad en la descripción y clasificación científica de los vegetales.[1]